# Fonte secundária
Em biblioteconomia, historiografia e outras áreas de pesquisa, uma fonte secundária é um documento ou gravação que relaciona ou discute informações originalmente apresentadas em outros lugares. O conceito de fonte secundária se contrasta com o de fonte primária, que é uma fonte original da informação a ser discutida. Fontes secundárias envolvem generalizações, análises, sínteses, interpretações, ou avaliações da informação original. Os termos primária e secundária são relativos, e algumas fontes podem ser classificadas como primária ou secundária, dependendo em como ela é utilizada. Um nível mais alto, chamado de fonte terciária, assemelha-se a uma fonte secundária no qual estão contidas análises, mas tenta oferecer uma perspectiva mais geral sobre um tópico de forma a torná-lo mais acessível ao leitores leigos.

## Classificação de fontes
Muitas fontes podem ser consideradas tanto primária quanto secundária, dependendo do contexto no qual são utilizadas. Além disto, a distinção entre fonte primária e secundária é subjetiva e contextual, portanto definições precisas são difíceis de serem feitas. Por exemplo, se um texto histórico discute antigos documentos para chegar a uma nova conclusão histórica, ele é considerado uma fonte primária para a nova conclusão, mas fonte secundária da informação descoberta nos antigos documentos.[carece de fontes?] Outros exemplos no qual uma fonte pode ser tanto primária quanto secundária incluem um obituário ou uma pesquisa de vários volumes de um jornal contando a frequência de artigos sobre um certo tópico.
A fonte secundária compõe-se de elementos derivados das obras originais, refere-se a trabalhos escritos com o objetivo de analisar e interpretar fontes primárias e, normalmente, com o auxílio e consulta de outras obras consideradas, também, fontes secundárias.
A Historiografia considera fontes secundárias todos os escritos não contemporâneos aos fatos que narra.
A maioria dos trabalhos acadêmicos hoje publicados é composta de fontes secundárias ou mesmo terciárias. Uma fonte secundária ideal geralmente é caracterizada por reportar dados oriundos de fontes primárias, bem como por analisar, interpretar e avaliar os eventos que são objeto de estudo.